# Villa La Pausa
La villa La Pausa à Roquebrune-Cap-Martin, dans le département des Alpes-Maritimes, est une demeure ayant appartenu à la couturière Gabrielle Chanel. Pensée et bâtie par Coco Chanel dans les années 1930, la villa restera sa propriété jusqu'en 1953, année à laquelle elle vendra à l'éditeur hongrois Emery Reves. 
Winston Churchill séjourna onze fois - 54 semaines en tout - à La Pausa, de 1956 à 1959, avec Reves et sa femme Wendy. C'est là qu'il écrivit et publia une partie de son Histoire des peuples de langue anglaise. 
La Pausa est occupée par Wendy Reves jusqu'en 2007. Les pièces principales de la villa et sa collection d'art ont été, à sa demande et sous sa direction, recréées au musée d'art de Dallas. L'aile Reves a été inaugurée en 1985.

## Histoire
Construite en 1928 sur les hauteurs de La Torraca à Roquebrune-Cap-Martin, la villa La Pausa (« la pause, le repos » en italien) est un cadeau de Hugh Grosvenor (2e duc de Westminster) à Coco Chanel. De 1300 m² (sept chambres, un mobilier provençal et espagnol des XVIe et  XVIIe siècles, un grand escalier en pierre et un cloître lui rappelant son enfance mais pas de piscine, la couturière n'aimant pas nager), elle est de style méditerranéen et a été conçue par l'architecte Robert Streitz, au milieu d'un jardin de 3 hectares entouré d'une forêt d'oliviers centenaires.
À partir de l'année suivante, elle y reçoit de nombreuses personnalités, comme les poètes Pierre Reverdy et Jean Cocteau, l'actrice Greta Garbo, le peintre Salvador Dali et son épouse Gala ou encore l'homme politique britannique Winston Churchill. En 1935, le décorateur et amant de Coco Chanel Paul Iribe meurt d'une crise cardiaque sur le court de tennis.
À côté de la villa La Pausa, elle fait édifier une petite maison pour son amie et associée Vera Bate Lombardi (en), dite Sarah Gertrude Arkwright.
En 1953, le duc de Westminster meurt. Coco Chanel vend alors la propriété au journaliste et collectionneur américain Emery Reves, ne voulant pas conserver ce souvenir douloureux. Ce dernier meurt en 1981 et sa veuve Wendy Reves lègue une partie du mobilier d'origine ainsi que les œuvres d'art abritées au musée d'art de Dallas, dans lequel cinq pièces de la villa La Pausa sont reconstituées. Wendy Reves meurt en 2007. Un temps laissée à l'abandon, la villa a été rachetée par la maison Chanel en 2015,.

Aile Reeves au musée d'art de Dallas
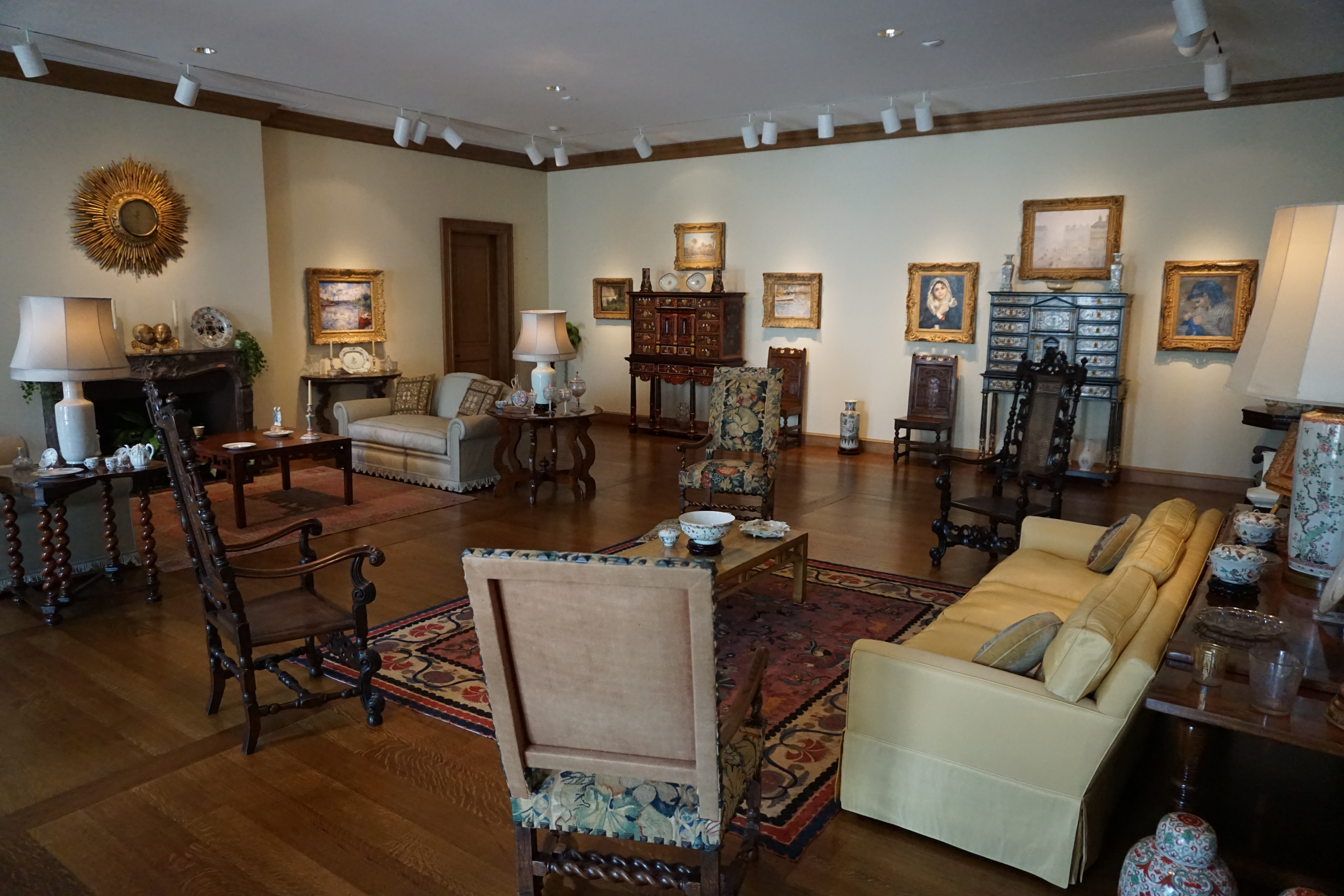
Le salon.
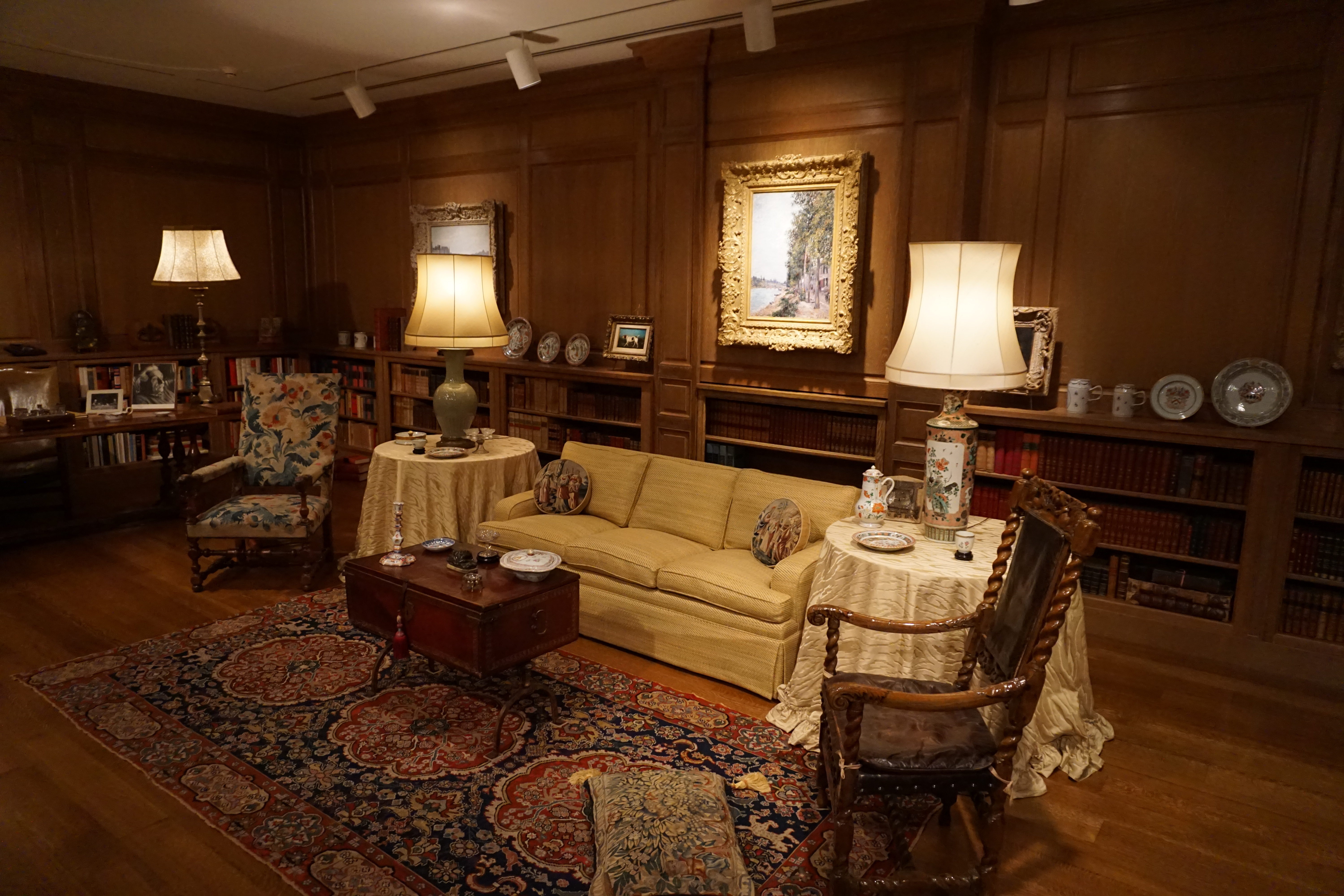
La bibliothèque.
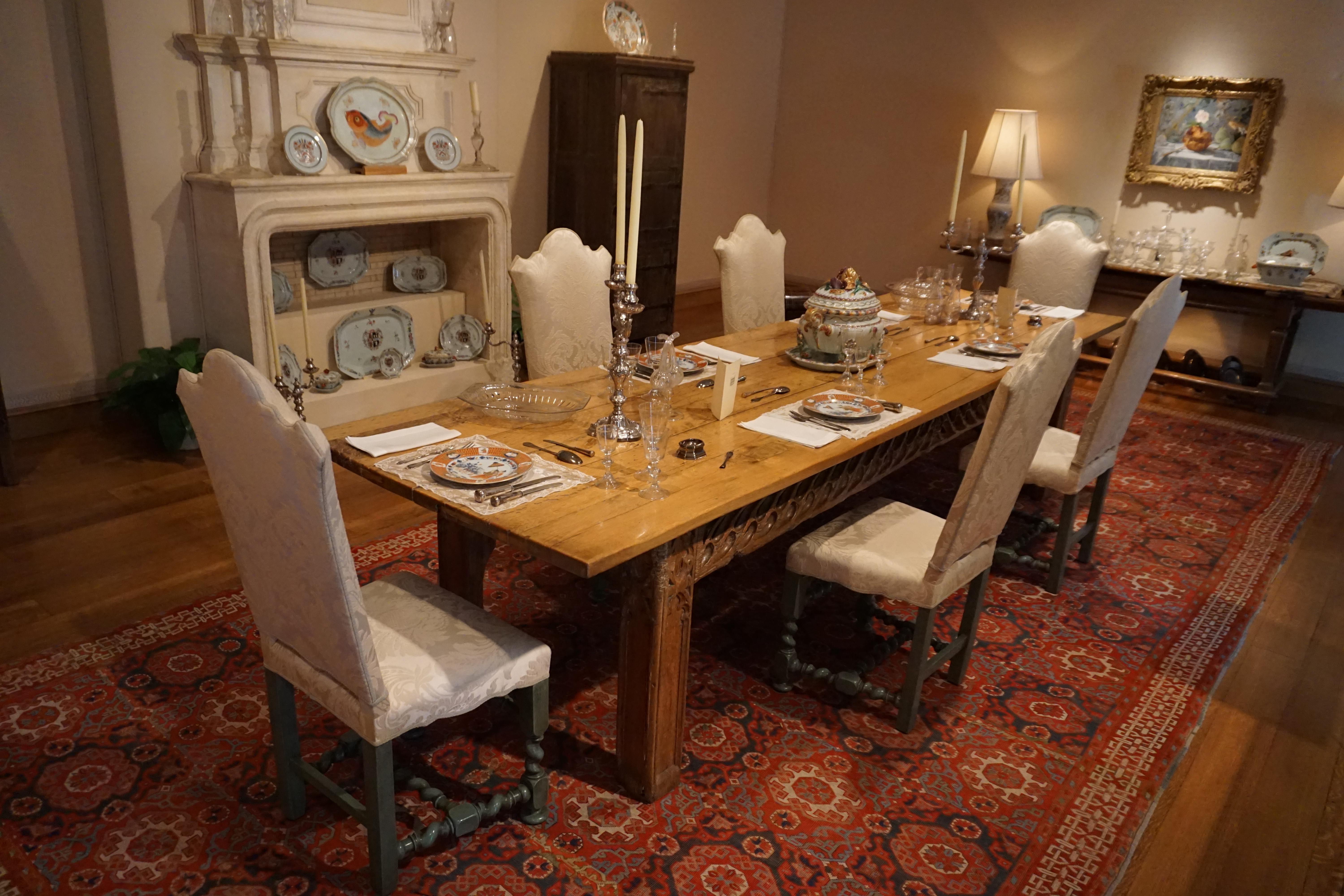
La salle à manger.
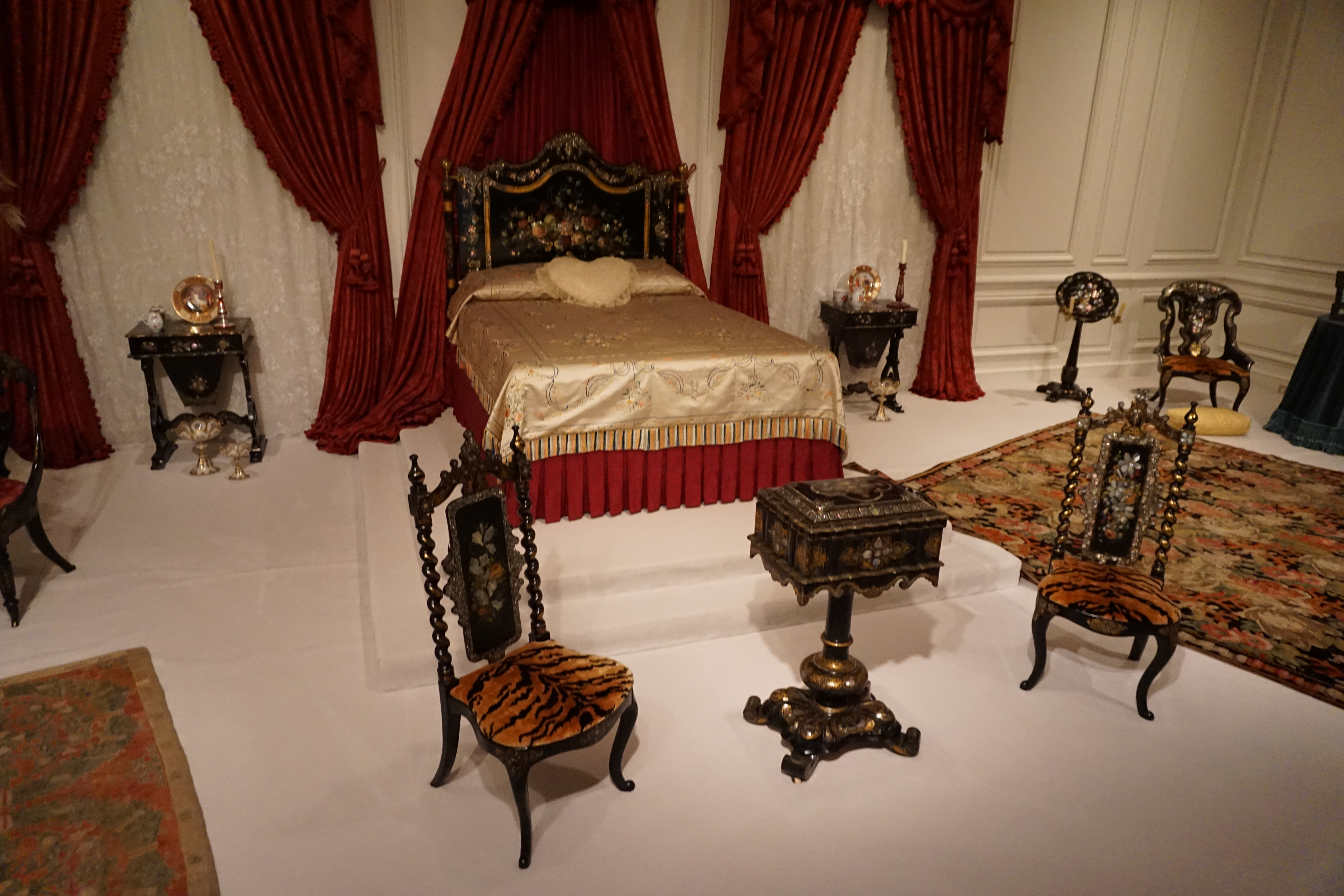
Une chambre.

## Influence
Le parfum de Chanel 28 La Pausa, sorti en 2007, est inspiré de la villa La Pausa.